# Jesualdo Ferreira
Manuel Jesualdo Ferreira (ur. 24 maja 1946 w Mirandeli) – portugalski trener piłkarski.

## Kariera trenerska
Przez większą część swojej trenerskiej kariery prowadził kluby portugalskie, takie jak UD Rio Maior, SCU Torreense, Académica Coimbra, Atlético Clube de Portugal, SCU Torreense, Estrela Amadora, Alverca, SL Benfica, SC Braga i FC Porto. Z tym ostatnim zespołem trzykrotnie zdobywał tytuł mistrza Portugalii. W latach był także selekcjonerem reprezentacji Portugalii do lat 21, a także asystentem selekcjonera kadry A. W sezonie 1995/96 był szkoleniowcem marokańskiego FAR Rabat. W lipcu 2010 roku objął hiszpańską Málagę, jednakże po czterech miesiącach został zwolniony. 20 listopada 2010 roku podpisał półtoraroczny kontrakt z greckim Panathinaikosem. 7 stycznia 2013 roku został trenerem Sporting Clube de Portugal

## Sukcesy

### FC Porto
- Mistrzostwo Portugalii (3): 2006/07, 2007/08, 2008/09
- Puchar Portugalii (2): 2008/09, 2009/10
- Superpuchar Portugalii (1): 2008/09

### Zamalek SC
- Mistrzostwo Egiptu (1): 2014/15

### Indywidualne
- Najlepszy szkoleniowiec portugalskiej ekstraklasy (3): 2006/07, 2007/08, 2008/09